# Sitio de Adrianópolis (378)
El asedio de Adrianópolis tuvo lugar en el año 378 tras la victoria gótica en la batalla de Adrianópolis. Las fuerzas góticas fueron incapaces de romper las murallas de la ciudad y se retiraron. Fue seguido por un intento gótico infructuoso de romper las murallas de Constantinopla.